# کشتی سوئیسی
کشتی سوئیسی (Schwingen) نوعی از کشتی است که پیدایش آن به کشور سوئیس بر می‌گردد.